# Bermudy na Zimowych Igrzyskach Olimpijskich 2006
Bermudy na Zimowych Igrzyskach Olimpijskich 2006 reprezentował - tak jak w Nagano i Salt Lake City - jeden zawodnik - Patrick Singleton, który był jednocześnie chorążym ekipy.

## Skład reprezentacji

### Skeleton
- Patrick Singleton

1. przejazd - 1:00,06
2. przejazd - 59,75
Razem - 1:59,81 (19. miejsce)